# Rajabasa Baru
Rajabasa Baru is een bestuurslaag in het regentschap Lampung Timur van de provincie Lampung, Indonesië. Rajabasa Baru telt 3947 inwoners (volkstelling 2010).